# エリザベート -愛と死の輪舞-
『エリザベート -愛と死の輪舞-』（エリザベート あいとしのロンド）は、宝塚歌劇団のミュージカル作品。ウィーン・ミュージカル『エリザベート』の宝塚版。脚本・歌詞はミヒャエル・クンツェ。音楽はシルヴェスター・リーヴァイ。オリジナル・プロダクションはウィーン劇場協会で行われた。潤色・演出は小池修一郎。
海外ミュージカルを数多く日本に紹介してきた宝塚歌劇の歴史に於いて、最も成功した海外作品。1990年代以降・平成時代の宝塚作品を代表する大ヒット作となっている。

## 来歴
小池修一郎が、1992年にロンドンで現地のミュージカル作品の音楽集で興味を惹かれるものを探していたところ、その店の店主からこの『エリザベート』を薦められた。また翌年には、歌劇団に来客として訪れたイスタンブール在住の中国人の大学教授から、『エリザベート』のドイツ語プログラムを受け取っている。
これらの経緯を経て、日本では宝塚歌劇団が上演権を取得し、1996年に初めて日本に紹介。雪組で、当時トップスターだった一路真輝のさよなら公演として初演された。始めこそ評判はいまひとつであったが、次第にチケットが取れないほどの人気が出る。
一路の退団公演だったため「なぜ？さよなら公演で死を演じるのか?」「トップ退団公演で死はおかしい」など当時は疑問視されたが、公演開始後に徐々に批判はなくなった。また「宝塚版はウィーン版を改竄している」と熱烈なミュージカルファンから批判があったため、東宝版はウィーン版に倣って制作された。
日本人には馴染みの薄い歴史を描いた演目ではあったが、成功を収め、その後も再演を繰り返し、宝塚歌劇団を代表する人気演目に成長した。また、これが原因で女性を中心に「ハプスブルク帝国ブーム」がおき、その華麗な宮廷生活への憧れなどからオーストリア・ウィーンへの観光客増加を惹起した。
2007年5月4日から8月12日までの雪組公演中である2007年5月24日の15時00分公演で、観客動員150万人を突破。
2014年8月22日に上演800回を達成。
2014年9月11日に観客動員200万人を突破。
2016年には、雪組初演から20周年を記念して、宙組での再演が決定していた。同年7月22日の宙組宝塚大劇場公演初日に、通算上演回数900回、10月16日の東京宝塚劇場の11時公演で通算上演回数1000回を達成。
2018年9月20日に観客動員250万人を突破。
1996年初演以来、宝塚5組全てで上演、1990年代〜2010年代の全年代で上演され、直近となる2018年版までは、約5年に1回は必ず再演されてきた、宝塚歌劇の看板演目のひとつ。

## 宝塚版とウィーン版の違い
このミュージカルの重要人物である Tod は、ドイツ語で「死」「死神」を表す単語である。日本以外の各国の公演では、その国の言語で死を表す言葉が役名に当てられている（英訳では "Death"）。これは芸術表現である「死の舞踏」や絵画『民衆を導く自由の女神』のように、抽象概念（この場合は死）を擬人化するヨーロッパ諸語の慣行によったものである。
宝塚歌劇団での上演にあたって、トップの演じる役が死という設定では問題があったため、この役を「トート」という名前の「黄泉の帝王」に設定が変更された。また、男役のトップを主役に置かなければならない伝統に則り、エリザベートではなくトートが主役になるよう脚本や演出が潤色された。そのため、エリザベートと黄泉の帝王とのラブストーリーに重点を置いた宝塚版と、エリザベートと死の絡み合いをハプスブルク帝国崩壊に準えて描いたウィーンをはじめとする各国版では、同じミュージカルでありながら趣が異なった作品に仕上がっている。

## あらすじ
煉獄で一人の男が裁判にかけられていた。彼の名はルイージ・ルキーニ。彼はエリザベート皇后殺害の容疑で、彼女の死後100年経った今でも裁判官から尋問を受けていた。だがルキーニは「俺は望まれてやったんだ」「エリザベートは死と恋仲だった」と言い、それを証明させるためにハプスブルク時代の霊魂を呼び寄せる。その中に黄泉の王トートがいた。ルキーニは彼らに皇后のことを語らせて、どういう経過になったのかを説明し物語はエリザベートの少女時代へと移る。
1853年、まだ少女のエリザベートはバイエルン王国の公女として自由を満喫していた。ある時、彼女は綱渡りに挑戦しようとしてロープから落ち、意識不明の重体に陥る。冥界に迷い込んだエリザベートにトートは一目で惹きつけられ、禁断の恋におちる。トートはエリザベートに生命を返し、そしてその愛を得ようと、彼女を追い続ける決意をする。こうして、愛と死の輪舞が始まった。
エリザベートはその後フランツ・ヨーゼフと結婚しオーストリア皇后となるも、父に似て自由であることを生き甲斐とする彼女は姑ゾフィーの取り仕切る王家としての公務や義務に耐えられず追い詰められる。トートに唆されるも、死に逃げず自分一人で生きていく決意をする。その後、姑ゾフィーに奪われていた子どもの養育権を取り戻し確執に勝利するも、忙しさに負け、ようやく取り戻したはずの息子ルドルフを顧みることはなく、ルドルフは孤独な生活を送る。一方でエリザベートは、自身の美貌が役立つと気付き、それを磨くことに時間を惜しまなかった。過激なダイエットで倒れたエリザベートにトートが夫の不貞を告げ、「死ねばいい！」と誘惑されても、エリザベートは負けなかった。
成人した息子ルドルフは父フランツ・ヨーゼフと対立し母エリザベートに助けを求めるも、宮廷に無関心のエリザベートはそれを拒む。絶望したルドルフは自殺し、トートの死のくちづけを受ける。ルドルフの死に悲嘆するエリザベートは、トートに死を哀願するも、「まだ俺を愛していない」とそれを拒絶される。トートが欲しいのはあくまで彼女の愛であった。エリザベートはその後、常時黒の服を身に纏い、旅を続けた。
最後の舞台はジュネーヴのレマン湖。ここでエリザベートはルキーニに襲われそうになり、一度は振り切ったが、トートの叫びを聞いたエリザベートはルキーニに自ら向き直り、刃物で殺害される。その後エリザベートはトートの愛を信じ、二人で天空に向かう。そして舞台は終焉を迎える。

## 宝塚歌劇団OG ガラコンサート
2006年に日本初演10周年を記念し、宝塚歌劇団のOGによるガラコンサートが東京芸術劇場中ホールと梅田芸術劇場メインホールにて上演される。
2012年には宝塚歌劇100周年記念として、東急シアターオーブと梅田芸術劇場メインホールで上演。この公演では在団中の轟悠も出演した。また、在団中には出演していなかった紫苑ゆうがトート役で特別出演した。
初演20周年を記念し、2016年に梅田芸術劇場メインホール、2017年にBunkamuraオーチャードホールで上演。初演メンバーを中心としたトーク&ライブ形式の「モニュメントバージョン」、従来の形式で当時の衣装を着用して上演する「フルコスチュームバージョン」、当時の衣装着用はなしでさまざまな組み合わせで上演する「アニバーサリーバージョン」の3パターンの上演形式となった。
2021年には初演25周年を記念して、梅田芸術劇場メインホールと東急シアターオーブで上演。これまでに上演された各組宝塚歌劇版での各役の扮装そのままとなる「フルコスチュームバージョン」、衣装着用はせずにさまざまな組み合わせで上演する「アニヴァーサリーバージョン」の2パターンの上演形式となった。さらに、一部の公演はライブ配信、及びライブ・ビューイングも行われた。なお、東急シアターオーブでの一部公演は新型コロナウイルスに関する緊急事態宣言の発令により中止、または無観客でのライブ配信に変更となった。

## 公演記録

### 1996年 雪組
- 2月16日 - 3月25日（新人公演：3月5日）　宝塚大劇場

上演回数：55回
観客動員数：146,000人
- 6月3日 - 6月30日（新人公演：6月11日）　東京宝塚劇場

上演回数：47回
観客動員数：124,000人
形式名は「VISAジャパンミュージカル」、2幕。
東京公演は華宮あいりが病気のため、休演した。

### 1996・1997年 星組
- 1996年11月8日 - 12月16日（新人公演：11月26日）　宝塚大劇場

上演回数：55回
観客動員数：135,000人
- 1997年3月4日 - 3月31日（新人公演：3月11日）　東京宝塚劇場

上演回数：47回
観客動員数：125,000人
形式名は「VISAジャパンミュージカル」、2幕。

### 1998・1999年 宙組
- 1998年10月30日 - 12月20日（新人公演：11月17日）　宝塚大劇場

上演回数：69回
観客動員数：183,000人
- 1999年2月12日 - 3月29日（新人公演：2月23日）　TAKARAZUKA1000days劇場

上演回数：65回
観客動員数：132,000人
形式名は「VISAジャパンミュージカル」、2幕。

### 2002・2003年 花組
- 2002年10月4日 - 11月18日（新人公演：10月22日）　宝塚大劇場

上演回数：64回
観客動員数：170,000人
- 2003年1月2日 - 2月9日（新人公演：1月21日）　東京宝塚劇場

上演回数：57回
観客動員数：120,000人
形式名は「三井住友VISAミュージカル」、2幕24場。
特別出演はいずれも当時、専科の立ともみ、磯野千尋、樹里咲穂。

### 2005年 月組
- 2005年2月4日 - 3月21日（新人公演：2月22日）　宝塚大劇場

上演回数：65回
観客動員数：162,000人
- 2005年4月8日 - 5月22日（新人公演：4月19日）　東京宝塚劇場

上演回数：64回
観客動員数：135,000人
形式名は「三井住友VISAミュージカル」、2幕34場。

### 2007年 雪組
- 2007年5月4日 - 6月18日（新人公演：5月22日）　宝塚大劇場

上演回数：65回
観客動員数：160,000人
- 2007年7月6日 - 8月12日（新人公演：7月24日）　東京宝塚劇場

上演回数：55回
観客動員数：116,000人
形式名は「三井住友VISAミュージカル」、2幕。

### 2009年 月組
- 2009年5月22日 - 6月22日（新人公演：6月9日）　宝塚大劇場

上演回数：46回
観客動員数：120,000人
- 2009年7月10日 - 8月9日（新人公演：7月23日）　東京宝塚劇場

上演回数：45回
観客動員数：95,000人
形式名は「三井住友VISAミュージカル」、2幕34場。
|          | 開演時間 （日本標準時） | ルドルフ   | エルマー   | シュテファン |
| -------- | ----------------------- | ---------- | ---------- | ------------ |
| 5月22日  | 15時                    | 遼河はるひ | 青樹泉     | 明日海りお   |
| 5月23日  | 11時                    | 明日海りお | 遼河はるひ | 青樹泉       |
| 5月23日  | 15時                    | 明日海りお | 遼河はるひ | 青樹泉       |
| 5月24日  | 11時                    | 遼河はるひ | 青樹泉     | 明日海りお   |
| 5月24日  | 15時（貸切）            | 遼河はるひ | 青樹泉     | 明日海りお   |
| 5月25日  | 13時                    | 青樹泉     | 遼河はるひ | 明日海りお   |
| 5月26日  | 11時                    | 明日海りお | 遼河はるひ | 青樹泉       |
| 5月26日  | 15時                    | 遼河はるひ | 青樹泉     | 明日海りお   |
| 5月28日  | 11時                    | 青樹泉     | 遼河はるひ | 明日海りお   |
| 5月28日  | 15時                    | 明日海りお | 遼河はるひ | 青樹泉       |
| 5月29日  | 13時                    | 遼河はるひ | 青樹泉     | 明日海りお   |
| 5月30日  | 11時                    | 明日海りお | 遼河はるひ | 青樹泉       |
| 5月30日  | 15時（貸切）            | 明日海りお | 遼河はるひ | 青樹泉       |
| 5月31日  | 11時                    | 青樹泉     | 遼河はるひ | 明日海りお   |
| 5月31日  | 15時（貸切）            | 青樹泉     | 遼河はるひ | 明日海りお   |
| 6月1日   | 13時                    | 遼河はるひ | 青樹泉     | 明日海りお   |
| 6月2日   | 11時                    | 明日海りお | 遼河はるひ | 青樹泉       |
| 6月2日   | 15時                    | 青樹泉     | 遼河はるひ | 明日海りお   |
| 6月4日   | 11時                    | 明日海りお | 遼河はるひ | 青樹泉       |
| 6月4日   | 15時                    | 遼河はるひ | 青樹泉     | 明日海りお   |
| 6月5日   | 13時                    | 遼河はるひ | 青樹泉     | 明日海りお   |
| 6月6日   | 11時                    | 青樹泉     | 遼河はるひ | 明日海りお   |
| 6月6日   | 15時（貸切）            | 青樹泉     | 遼河はるひ | 明日海りお   |
| 6月7日   | 11時                    | 明日海りお | 遼河はるひ | 青樹泉       |
| 6月7日   | 15時（貸切）            | 明日海りお | 遼河はるひ | 青樹泉       |
| 6月8日   | 13時                    | 遼河はるひ | 青樹泉     | 明日海りお   |
| 6月9日   | 13時                    | 青樹泉     | 遼河はるひ | 明日海りお   |
| 6月11日  | 11時                    | 青樹泉     | 遼河はるひ | 明日海りお   |
| 6月11日  | 15時                    | 遼河はるひ | 青樹泉     | 明日海りお   |
| 6月12日  | 13時                    | 明日海りお | 遼河はるひ | 青樹泉       |
| 6月13日  | 11時                    | 遼河はるひ | 青樹泉     | 明日海りお   |
| 6月13日  | 15時（貸切）            | 遼河はるひ | 青樹泉     | 明日海りお   |
| 6月14日  | 11時（貸切）            | 青樹泉     | 遼河はるひ | 明日海りお   |
| 6月14日  | 15時                    | 青樹泉     | 遼河はるひ | 明日海りお   |
| 6月15日  | 11時                    | 明日海りお | 遼河はるひ | 青樹泉       |
| 6月16日  | 11時                    | 遼河はるひ | 青樹泉     | 明日海りお   |
| 6月16日  | 15時                    | 青樹泉     | 遼河はるひ | 明日海りお   |
| 6月18日  | 11時                    | 青樹泉     | 遼河はるひ | 明日海りお   |
| 6月18日  | 15時                    | 明日海りお | 遼河はるひ | 青樹泉       |
| 6月19日  | 13時                    | 遼河はるひ | 青樹泉     | 明日海りお   |
| ６月20日 | 11時                    | 青樹泉     | 遼河はるひ | 明日海りお   |
| ６月20日 | 15時（貸切）            | 青樹泉     | 遼河はるひ | 明日海りお   |
| 6月21日  | 11時（貸切）            | 明日海りお | 遼河はるひ | 青樹泉       |
| 6月21日  | 15時                    | 明日海りお | 遼河はるひ | 青樹泉       |
| 6月22日  | 13時                    | 遼河はるひ | 青樹泉     | 明日海りお   |

|         | 開演時間 （日本標準時）     | ルドルフ   | エルマー   | シュテファン |
| ------- | --------------------------- | ---------- | ---------- | ------------ |
| 7月10日 | 15時30分                    | 遼河はるひ | 青樹泉     | 明日海りお   |
| 7月11日 | 11時                        | 明日海りお | 遼河はるひ | 青樹泉       |
| 7月11日 | 15時30分（貸切）            | 明日海りお | 遼河はるひ | 青樹泉       |
| 7月12日 | 11時                        | 青樹泉     | 遼河はるひ | 明日海りお   |
| 7月12日 | 15時30分（貸切）            | 青樹泉     | 遼河はるひ | 明日海りお   |
| 7月14日 | 13時30分                    | 遼河はるひ | 青樹泉     | 明日海りお   |
| 7月14日 | 18時30分                    | 明日海りお | 遼河はるひ | 青樹泉       |
| 7月15日 | 13時30分                    | 青樹泉     | 遼河はるひ | 明日海りお   |
| 7月16日 | 13時30分（貸切）            | 遼河はるひ | 青樹泉     | 明日海りお   |
| 7月16日 | 18時30分                    | 遼河はるひ | 青樹泉     | 明日海りお   |
| 7月17日 | 13時30分                    | 明日海りお | 遼河はるひ | 青樹泉       |
| 7月18日 | 11時                        | 青樹泉     | 遼河はるひ | 明日海りお   |
| 7月18日 | 15時30分                    | 青樹泉     | 遼河はるひ | 明日海りお   |
| 7月19日 | 11時                        | 遼河はるひ | 青樹泉     | 明日海りお   |
| 7月19日 | 15時30分                    | 遼河はるひ | 青樹泉     | 明日海りお   |
| 7月20日 | 11時 （宝塚友の会優先）     | 明日海りお | 遼河はるひ | 青樹泉       |
| 7月20日 | 15時30分                    | 明日海りお | 遼河はるひ | 青樹泉       |
| 7月22日 | 13時30分                    | 青樹泉     | 遼河はるひ | 明日海りお   |
| 7月23日 | 13時30分                    | 遼河はるひ | 青樹泉     | 明日海りお   |
| 7月24日 | 13時30分                    | 明日海りお | 遼河はるひ | 青樹泉       |
| 7月25日 | 11時                        | 青樹泉     | 遼河はるひ | 明日海りお   |
| 7月25日 | 15時30分（貸切）            | 青樹泉     | 遼河はるひ | 明日海りお   |
| 7月26日 | 11時                        | 遼河はるひ | 青樹泉     | 明日海りお   |
| 7月26日 | 15時30分（貸切）            | 遼河はるひ | 青樹泉     | 明日海りお   |
| 7月28日 | 13時30分                    | 明日海りお | 遼河はるひ | 青樹泉       |
| 7月28日 | 18時30分                    | 青樹泉     | 遼河はるひ | 明日海りお   |
| 7月29日 | 13時30分                    | 遼河はるひ | 青樹泉     | 明日海りお   |
| 7月30日 | 13時30分                    | 明日海りお | 遼河はるひ | 青樹泉       |
| 7月30日 | 18時30分（貸切）            | 明日海りお | 遼河はるひ | 青樹泉       |
| 7月31日 | 13時30分                    | 遼河はるひ | 青樹泉     | 明日海りお   |
| 8月1日  | 11時                        | 青樹泉     | 遼河はるひ | 明日海りお   |
| 8月1日  | 15時30分（貸切）            | 青樹泉     | 遼河はるひ | 明日海りお   |
| 8月2日  | 11時（貸切）                | 明日海りお | 遼河はるひ | 青樹泉       |
| 8月2日  | 15時30分                    | 明日海りお | 遼河はるひ | 青樹泉       |
| 8月4日  | 13時30分（貸切）            | 遼河はるひ | 青樹泉     | 明日海りお   |
| 8月4日  | 18時30分                    | 遼河はるひ | 青樹泉     | 明日海りお   |
| 8月5日  | 13時30分                    | 明日海りお | 遼河はるひ | 青樹泉       |
| 8月6日  | 13時30分 （宝塚友の会優先） | 青樹泉     | 遼河はるひ | 明日海りお   |
| 8月6日  | 18時30分                    | 青樹泉     | 遼河はるひ | 明日海りお   |
| 8月7日  | 13時30分                    | 明日海りお | 遼河はるひ | 青樹泉       |
| 8月8日  | 11時                        | 遼河はるひ | 青樹泉     | 明日海りお   |
| 8月8日  | 15時30分（貸切）            | 遼河はるひ | 青樹泉     | 明日海りお   |
| 8月9日  | 11時                        | 青樹泉     | 遼河はるひ | 明日海りお   |
| 8月9日  | 15時30分                    | 青樹泉     | 遼河はるひ | 明日海りお   |

### 2014年 花組
- 8月22日 - 9月22日（新人公演：9月9日）　宝塚大劇場

上演回数：46回
観客動員数：123,000人
- 10月11日 - 11月16日（新人公演：10月23日）　東京宝塚劇場

上演回数：54回
観客動員数：114,000人
形式名は「三井住友VISAカードミュージカル」。2幕34場。
|                                                                             | ルドルフ | ジュラ   |
| --------------------------------------------------------------------------- | -------- | -------- |
| 8月22日 - 8月25日 8月30日 - 9月12日 10月18日 – 10月31日 11月11日 – 11月16日 | 芹香斗亜 | 柚香光   |
| 8月26日 – 8月29日 9月13日 – 9月22日 10月11日 – 10月17日 11月1日 – 11月9日   | 柚香光   | 芹香斗亜 |

### 2016年 宙組
- 7月22日（金）- 8月22日（月）（新人公演：8月9日（火））　宝塚大劇場
- 9月9日（金）- 10月16日（日）（新人公演：9月29日（木））　東京宝塚劇場

形式名は「三井住友VISAカードミュージカル」。
|                                                            | ルドルフ   | エルマー・バチャーニー | シュテファン |
| ---------------------------------------------------------- | ---------- | ---------------------- | ------------ |
| 8月13日（土）-8月22日（月） 9月9日（金）-9月21日（水）     | 澄輝さやと | 蒼羽りく               | 桜木みなと   |
| 8月2日（火）-8月12日（金） 9月22日（木・祝）-10月2日（日） | 蒼羽りく   | 桜木みなと             | 澄輝さやと   |
| 7月22日（金）-8月1日（月） 10月4日（火）-10月16日（日）    | 桜木みなと | 澄輝さやと             | 蒼羽りく     |

### 2018年 月組
- 2018年8月24日 (金) - 10月1日 (月)　( 新人公演 : 9月11日 (火)　)　宝塚大劇場
- 2018年10月19日 (金) - 11月18日 (日)　( 新人公演 : 11月8日 (木)　)　東京宝塚劇場

形式名は「三井住友VISAカードミュージカル｣ 。
宝塚公演は美弥るりかが9月22日から25日まで休演した。
|                                                                                              | ルドルフ | エルマー | シュテファン |
| -------------------------------------------------------------------------------------------- | -------- | -------- | ------------ |
| 8月24日 – 8月31日 9月7日 – 9月16日 9月25日 – 10月1日 10月19日 – 10月31日 11月13日 – 11月18日 | 暁千星   | 蓮つかさ | 風間柚乃     |
| 9月1日 – 9月6日 9月17日 – 9月24日 11月1日 – 11月11日                                         | 風間柚乃 | 暁千星   | 蓮つかさ     |

## スタッフ

### 1996年・雪組（スタッフ）
※氏名の後ろに「宝塚」、「東京」の文字がなければ両劇場共通。
- 翻訳：黒崎勇[14]
- 音楽監督：吉田優子[14]
- 編曲[14]：甲斐正人/鞍富真一
- 音楽指揮：岡田良機（宝塚）[14]/佐々田愛一郎（宝塚）[14]、伊沢一郎（東京）[16]/清川知己（東京）[16]
- 振付[14]：羽山紀代美/尚すみれ/前田清実
- 装置：大橋泰弘 [14]
- 衣装：有村淳 [14]
- 照明：勝柴次朗 [14]
- 音響：加門清邦 [14]
- 小道具[14]：万波一重/伊集院撤也
- 効果：中屋民生 [14]
- 歌唱指導：楊淑美 [14]
- 演出助手[14]：中村一徳/植田景子/齋藤吉正
- 振付助手[14]：御織ゆみ乃/青木美保
- 装置補：新宮有紀 [14]
- 照明助手：八木優和（東京）[16]
- 舞台進行[14]：濱野文宏/森田智広
- 舞台監督[16]：佐田民夫（東京）/江口正昭（東京）/伏見悦男（東京）/末永陽一（東京）/中野力（東京）
- 演奏：宝塚管弦楽団（宝塚）[14]、東宝オーケストラ（東京）[16]
- 製作担当：岡本義次（東京）[16]
- 制作：古澤真[14]
- 後援[14]：オーストリア大使館/関西テレビ放送株式会社
- 協力：日本航空株式会社[14]
- 協賛：VISAジャパングループ[14]
- 特別協賛：住友クレジットサービス[14]
- 演出担当（新人公演）：中村一徳[14][16]

### 1996年・星組（スタッフ）
※氏名の後ろに「宝塚」、「東京」の文字がなければ両劇場共通。
- 翻訳：黒崎勇[16]
- 音楽監督：吉田優子[16]
- 編曲[16]：甲斐正人/鞍富真一
- 音楽指揮：岡田良機（宝塚）[16]/佐々田愛一郎（宝塚）[16]、伊沢一郎（東京）[18]/清川知己（東京）[18]
- 振付[16]：羽山紀代美/尚すみれ/前田清実
- 装置：大橋泰弘[16]
- 衣装：有村淳[16]
- 照明：勝柴次朗[16]
- 音響：加門清邦[16]
- 小道具[16]：万波一重/伊集院撤也
- 効果：中屋民生[16]
- 歌唱指導：楊淑美[16]
- 演出助手[16]：中村一徳/植田景子/齋藤吉正/大野拓史
- 振付助手[16]：御織ゆみ乃/青木美保
- 装置補：新宮有紀[16]
- 舞台進行[16]：豊田登/森田智広
- 舞台監督[18]：佐田民夫（東京）江口正昭（東京）/貫井かおり（東京）/中野力（東京）
- 演奏：宝塚管弦楽団（宝塚）[16]、東宝オーケストラ（東京）
- 製作担当：伊藤万寿夫（東京）[18]
- 制作：木場健之 [16]
- 後援：オーストリア大使館[16]
- 協賛：VISAジャパングループ[16]
- 特別協賛：住友クレジットサービス[16]
- 演出担当（新人公演）：植田景子[16][18]

### 1998年・宙組（スタッフ）
※氏名の後ろに「宝塚」、「東京」の文字がなければ両劇場共通。
- 翻訳：黒崎勇[19]
- 音楽監督：吉田優子[19]
- 編曲[19]：甲斐正人/鞍富真一
- 音楽指揮[19]：岡田良機（宝塚）/佐々田愛一郎（宝塚）
- 録音音楽指揮：シルヴェスター・リーヴァイ（東京）[20]
- 振付[19]：羽山紀代美/尚すみれ/前田清実
- 装置：大橋泰弘[19]
- 衣装：有村淳[19]
- 照明：勝柴次朗[19]
- 音響：加門清邦[19]
- 小道具[19]：万波一重/伊集院撤也
- 効果：扇野信夫 [19]
- 歌唱指導：飯田純子 [19]
- 演出補：中村一徳[19]
- 振付助手[19]：御織ゆみ乃/青木美保/若央りさ
- 装置補：新宮有紀[19]
- 舞台進行[19]：豊田登/森田智広
- 舞台監督[20]：藤村信一（東京）高野克己（東京）/中村兆成（東京）/木村洋（東京）
- 舞台美術：株式会社宝塚舞台 [19]
- 演奏：宝塚管弦楽団（宝塚）[19]
- 録音音楽演奏：ウィーン劇場協会管弦楽団（東京）[20]
- 制作：木場健之[19]
- 後援：オーストリア大使館[19]
- 特別協賛：VISAジャパングループ[19]
- 演出担当（新人公演）：中村一徳[19]

### 2002年・花組（スタッフ）
※氏名の後ろに「宝塚」、「東京」の文字がなければ両劇場共通。
- 演出：中村一徳[42]
- 翻訳：黒崎勇[42]
- 音楽監督：吉田優子[42]
- 編曲[42]：甲斐正人/鞍富真一
- 音楽指揮：岡田良機（宝塚）[42]/佐々田愛一郎（宝塚）[42]、清川知己（東京）[22]
- 振付[42]：羽山紀代美/尚すみれ/前田清実
- 装置：大橋泰弘[42]
- 衣装：有村淳[42]
- 照明：勝柴次朗[42]
- 音響：加門清邦[42]
- 歌唱指導[42]：飯田純子/楊淑美
- 小道具：伊集院撤也[42]
- 効果：大貫剛[42]
- 演出助手[42]：植田景子/大野拓史
- 振付補：御織ゆみ乃[42]
- 振付助手[42]：青木美保/若央りさ
- 装置補：新宮有紀[42]
- 装置助手：國包洋子[42]
- 舞台進行：西原徳充（宝塚）[42]/表原渉（宝塚）[42]、森田智広（東京）[22]
- 舞台美術製作：株式会社宝塚舞台 [42]
- 演奏：宝塚歌劇オーケストラ（宝塚）[42]
- 演奏コーディネート：株式会社ダット・ミュージック（東京）[22]
- 制作：木村康久 [42]
- 後援：オーストリア大使館[42]
- 特別協賛：VISAジャパングループ[42]
- 演出担当（新人公演）：植田景子[43]

### 2005年・月組（スタッフ）
※氏名の後ろに「宝塚」、「東京」の文字がなければ両劇場共通。
- 翻訳：黒崎勇[44][45]
- 音楽監督：吉田優子[44][45]
- 編曲[44][45]：甲斐正人/鞍富真一
- 音楽指揮：佐々田愛一郎（宝塚）[44]、伊澤一郎（東京）[45]/清川知己（東京）[45]
- 振付[44][45]：羽山紀代美/尚すみれ/前田清実
- 装置：大橋泰弘[44][45]
- 衣装：有村淳[44][45]
- 照明：勝柴次朗[44][45]
- 音響：加門清邦[44][45]
- 歌唱指導[44][45]：飯田純子/楊淑美
- 小道具：伊集院撤也[44][45]
- 効果：木多美生 [44][45]
- 演出補：中村一徳[44][45]
- 演出助手[44][45]：小柳奈穂子/生田大和
- 音楽助手：手島恭子[44][45]
- 振付補：御織ゆみ乃[44][45]
- 振付助手[44][45]：青木美保/仲本智代
- 装置助手：國包洋子[44][45]
- 衣装助手：川崎千絵[44][45]
- 照明助手：早川武憲[44][45]
- 舞台進行：表原渉（宝塚）[44]、宮脇学（東京）[45]、香取克英 [44][45]/片岡麻理恵 [44][45]
- 舞台美術製作：株式会社宝塚舞台[44][45]
- 演奏：宝塚オーケストラ（宝塚）[44]
- 演奏コーディネート：ダット・ミュージック （東京）[45]
- プロダクション・コーティネーター：小熊節子 [44][45]
- 制作：木村康久 [44][45]
- 制作・著作：宝塚歌劇団[44][45]
- 後援：オーストリア大使館[44][45]
- 特別協賛[44][45]：三井住友VISAカード/近畿しんきんVISAカード
- 主催：株式会社阪急電鉄 [44][45]

### 2007年・雪組（スタッフ）
※氏名の後ろに「宝塚」、「東京」の文字がなければ両劇場共通。
- 翻訳：黒崎勇[46][47]
- 音楽監督：吉田優子[46][47]
- 編曲[46][47]：甲斐正人/鞍富真一
- 音楽指揮：佐々田愛一郎（宝塚）[46][48]、西野淳（東京）[47]
- 振付[46][47]：羽山紀代美/尚すみれ/前田清実
- 装置：大橋泰弘[46][47]
- 衣装：有村淳[46][47]
- 照明：勝柴次朗[46][47]
- 音響：加門清邦[46][47]
- 歌唱指導：飯田純子[46][47]
- 小道具：伊集院撤也[46][47]
- 効果：木多美生[46][47]
- 演出助手：小柳奈穂子[46][47]、生田大和（宝塚）[46][49]、佐田夏樹（東京）[47]
- 音楽助手：手島恭子[46][47]
- 振付補：御織ゆみ乃[46][47]
- 振付助手[46][47]：青木美保/AYAKO
- 装置助手[46][47]：國包洋子/稲生英介
- 衣装助手：川崎千絵（東京）[47]
- 照明助手：早川武憲[46][47]
- 舞台進行：表原渉[46][47]
- 舞台美術製作：株式会社宝塚舞台[46][47]
- 演奏：宝塚オーケストラ（宝塚）[46]
- 演奏コーディネート：ダット・ミュージック（東京）[47]
- 制作：川端保光 [46][47]
- 制作・著作：宝塚歌劇団[46][47]
- 主催：阪急電鉄株式会社[46][47]
- 後援：オーストリア大使館[46][47]
- 特別協賛：VJAグループ [46][47]

### 2009年・月組（スタッフ）
※氏名の後ろに「宝塚」、「東京」の文字がなければ両劇場共通。
- 翻訳：黒崎勇[32][33]
- 音楽監督：吉田優子[32][33]
- 編曲[32][33]：甲斐正人/鞍富真一
- 音楽指揮：清川知己（宝塚）[32]、伊澤一郎（東京）[33]
- 振付[32][33]：羽山紀代美/尚すみれ/前田清実
- 装置：大橋泰弘[32][33]
- 衣装：有村淳[32][33]
- 照明：勝柴次朗[32][33]
- 音響：加門清邦[32][33]
- 歌唱指導[32][33]：飯田純子/楊淑美
- 小道具：伊集院撤也[32][33]
- 演出助手：小柳奈穂子[32][33]/上田久美子 [32][33]、生田大和（宝塚）[32]
- 振付補[32][33]：御織ゆみ乃/青木美保
- 舞台進行（第一幕）：赤坂英雄 [32][33]
- 舞台進行（第二幕）：香取克英 [32][33]
- 舞台美術製作：株式会社宝塚舞台 [32][33]
- 演奏：宝塚歌劇オーケストラ（宝塚）[32]
- 演奏コーディネート：ダット・ミュージック （東京）[33]
- 制作：木場健之 [32][33]
- 制作補：西尾雅彦 （宝塚）[32]
- 制作・著作：宝塚歌劇団[32][33]
- 主催：阪急電鉄株式会社[32][33]
- 後援：オーストリア大使館[32][33]
- 特別協賛：VJAグループ[32][33]

### 2014年・花組（スタッフ）
※氏名の後ろに「宝塚」、「東京」の文字がなければ両劇場共通。
- 翻訳：黒崎勇[35]
- 音楽監督：吉田優子[35]
- 編曲[35]：甲斐正人/鞍富真一
- 音楽指揮：佐々田愛一郎（宝塚）[35]、御﨑惠（東京）[37]
- 振付[35]：羽山紀代美/尚すみれ/前田清実
- 装置：大橋泰弘[35]
- 衣装：有村淳[35]
- 照明：勝柴次朗[35]
- 音響：加門清邦[35]
- 歌唱指導[35]：飯田純子/楊淑美
- 小道具：松木久尚 [35]
- 演出補：小柳奈穂子[35]
- 演出助手：樫畑亜依子 [35]
- 振付補[35]：御織ゆみ乃/青木美保
- 装置補：稲生英介 [35]
- 衣装補：加藤真美 [35]
- 舞台進行（第一幕）：押川麻衣（宝塚）[35]
- 舞台進行（第二幕）：安達徳仁（宝塚）[35]
- 舞台進行：安達徳仁（東京）[37]
- 舞台美術製作：株式会社宝塚舞台 [35]
- 演奏：宝塚歌劇オーケストラ（宝塚）[35]
- 演奏コーディネート：ダット・ミュージック（東京）[37]
- プロダクション・コーディネーター：小熊節子 [35]
- 制作：井塲睦之[35]
- 制作補：原田豊浩 [35]
- 制作・著作：宝塚歌劇団[35]
- 主催：阪急電鉄株式会社[35]
- 後援：オーストリア大使館[35]
- 特別協賛：VJAグループ[35]

### 2016年・宙組（スタッフ）
※氏名の後ろに「宝塚」、「東京」の文字がなければ両劇場共通。
- 演出：小柳奈穂子[51][52]
- 翻訳：黒崎勇[51][52][53]
- 音楽監督：吉田優子[51][52][53]
- 編曲[51][52][53]：甲斐正人/鞍富真一
- 音楽指揮[53]：佐々田愛一郎（宝塚）[51]、御﨑惠（東京）[52]
- 振付[51][52][53]：羽山紀代美/尚すみれ/前田清実
- 装置：大橋泰弘[51][52][53]
- 衣装：有村淳[51][52][53]
- 照明：勝柴次朗[51][52][53]
- 音響：加門清邦[51][52][53]
- 小道具：松木久尚 [51][52]
- 歌唱指導：飯田純子[51][52][53]
- 演出助手：野口幸作 [51][52]、樫畑亜依子（宝塚）[51]
- 振付補[51][52]：御織ゆみ乃/青木美保
- 装置補：稲生英介[51][52]
- 衣装補：加藤真美[51][52]
- 舞台進行（第一幕）：日笠山秀観（宝塚） [51]
- 舞台進行（第二幕）：香取克英 （宝塚）[51]
- 舞台進行：香取克英（東京）[52]
- 舞台美術製作：株式会社宝塚舞台[51][52]
- 演奏：宝塚歌劇オーケストラ（宝塚）[51]
- 演奏コーディネート：ダット・ミュージック（東京）[52]
- プロダクション・コーディネーター：小熊節子[51][52]

- 制作：村上浩爾[51][52]
- 制作補：三木規靖[51][52]
- 制作・著作：宝塚歌劇団[51][52][53]
- 主催：阪急電鉄株式会社[51][52][53]
- 後援：オーストリア大使館[51][52]
- 特別協賛：VJAグループ[51][52]

### 2018年・月組（スタッフ）
※氏名の後ろに「宝塚」、「東京」の文字がなければ両劇場共通。
- 翻訳：黒崎勇[40][41][54]
- 音楽監督：吉田優子[40][41][54]
- 編曲[40][41][54]：甲斐正人/鞍富真一
- 音楽指揮[54]：佐々田愛一郎（宝塚）[40]、西野淳（東京）[41]
- 振付[40][41][54]：羽山紀代美/尚すみれ/前田清実/御織ゆみ乃
- 装置：大橋泰弘[40][41][54]
- 衣装：有村淳[40][41][54]
- 照明：勝柴次朗[40][41][54]
- 音響：加門清邦[40][41][54]
- 小道具：加藤侑子[40][41] [54]
- 歌唱指導：飯田純子[40][41][54]
- 演出補：野口幸作[40][41]
- 演出助手：栗田優香（宝塚）[40]、樫畑亜依子[40][41]
- 振付補：青木美保[40][41]
- 装置補：稲生英介[40][41]

- 舞台進行（第一幕）：日笠山秀観（宝塚）[40]
- 舞台進行（第二幕）：安達祥恵（宝塚）[40]/片桐喜芳（宝塚）[40]
- 舞台進行[41]：安達祥恵（東京）/片桐喜芳（東京）
- 舞台美術製作：株式会社宝塚舞台[40][41]
- 演奏：宝塚オーケストラ（宝塚）[40]
- 演奏コーディネート：ダット・ミュージック（東京）[41]
- プロダクション・コーディネーター：小熊節子[40][41]
- 制作：溝部誠司[40][41]
- 制作補：西尾雅彦[40][41]
- 制作・著作：宝塚歌劇団[40][41][54]
- 主催：阪急電鉄株式会社[40][41][54]
- 後援[40][41][54]：オーストリア大使館/オーストリア文化フォーラム
- 特別協賛：VJAグループ[40][41]

## 出演者一覧
※氏名の後ろの「（）」の文字はその当時の所属組。

### 2007年・雪組（出演者一覧）
※宝塚公式ページのデータを参照。
- 飛鳥裕
- 灯奈美
- 美穂圭子
- 未来優希
- 水夏希
- 彩吹真央
- ゆり香紫保
- 天勢いづる
- 音月桂
- 麻樹ゆめみ

- 白羽ゆり
- 山科愛
- 舞咲りん
- 奏乃はると
- 彩那音
- 森咲かぐや
- 花帆杏奈
- 柊巴
- 神麗華
- 涼花リサ

- 谷みずせ
- 穂月はるな
- 凰稀かなめ
- 真波そら
- 緒月遠麻
- 晴華みどり
- 沙央くらま
- 鞠輝とわ
- 衣咲真音
- 早花まこ

- 大凪真生
- 大湖せしる
- 彩夏涼
- 葵吹雪
- 紫友みれい
- 千はふり
- 祐輝千寿
- 大月さゆ
- 純矢ちとせ
- 花夏ゆりん

- 沙月愛奈
- 蓮城まこと
- 愛輝ゆま
- 香音有希
- 桜寿ひらり
- 涼瀬みうと
- 香綾しずる
- 千風カレン
- 悠月れな
- 梓晴輝

- 朝風れい
- 愛原実花
- 寿々音綾
- 美乃ほのか
- 聖河椋
- 凰華れの
- 此花いの莉
- 愛加あゆ
- 透真かずき
- 冴輝ちはや

- 詩風翠
- 白渚すず
- 雛月乙葉
- 央雅光希
- 希世みらの
- 透水さらさ
- 凛城きら
- 彩凪翔
- 桃花ひな
- 真那春人

- 笙乃茅桜
- 大澄れい
- 花城舞
- 剣崎裕歌
- 貴月美礼

- 立ともみ（専科）
- 磯野千尋（専科）

### 2009年・月組（出演者一覧）
※宝塚公式ページのデータを参照。
- 瀬奈じゅん
- 越乃リュウ
- 霧矢大夢
- 花瀬みずか
- 一色瑠加
- 遼河はるひ
- 良基天音
- 研ルイス
- 桐生園加
- 美鳳あや

- 音姫すなお
- 青樹泉
- 天野ほたる
- 城咲あい
- 星条海斗
- 憧花ゆりの
- 妃鳳こころ
- 龍真咲
- 麻月れんか
- 美夢ひまり

- 萌花ゆりあ
- 榎登也
- 綾月せり
- 羽咲まな
- 光月るう
- 夏月都
- 彩央寿音
- 華央あみり
- 紗蘭えりか
- 鼓英夏

- 明日海りお
- 美翔かずき
- 沢希理寿
- 五十鈴ひかり
- 羽桜しずく
- 妃乃あんじ
- 響れおな
- 彩星りおん
- 宇月颯
- 琴音和葉

- 玲実くれあ
- 夏鳳しおり
- 瑞羽奏都
- 海桐望
- 貴千碧
- 紫門ゆりや
- 白雪さち花
- 麗百愛
- 咲希あかね
- 有瀬そう

- 篁祐希
- 華那みかり
- 蘭乃はな
- 千海華蘭
- 舞乃ゆか
- 煌月爽矢
- 貴澄隼人
- 鳳月杏
- 真愛涼歌
- 風凛水花

- 愛那結梨
- 輝城みつる
- 花陽みら
- 星輝つばさ
- 真凜カンナ
- 紗那ゆずは
- 星那由貴
- 翔我つばき
- 都月みあ
- 美宙果恋

- 凜華もえ
- 愛風ゆめ
- 隼海惺
- 天翔りいら
- 珠城りょう
- 煌海ルイセ
- 香咲蘭
- 美泉儷
- 夢羽美友
- 紫乃加りあ

- 凪七瑠海（宙組）

### 2014年・花組（出演者一覧）
※宝塚公式ページのデータを参照。
- 高翔みず希
- 桜一花
- 紫峰七海
- 花野じゅりあ
- 夕霧らい
- 華耀きらり
- 望海風斗
- 明日海りお
- 芽吹幸奈
- 梅咲衣舞

- 瀬戸かずや
- 冴月瑠那
- 鳳真由
- 白姫あかり
- 春花きらら
- 蘭乃はな
- 鞠花ゆめ
- 天真みちる
- 神房佳希
- 芹香斗亜

- 菜那くらら
- 真輝いづみ
- 大河凜
- 桜帆ゆかり
- 桜咲彩花
- 航琉ひびき
- 美花梨乃
- 花奈澪
- 舞月なぎさ
- 仙名彩世

- 和海しょう
- 華雅りりか
- 羽立光来
- 新菜かほ
- 夢花らん
- 冴華りおな
- 紗愛せいら
- 水美舞斗
- 柚香光
- 真鳳つぐみ

- 美蘭レンナ
- 優波慧
- 乙羽映見
- 朝月希和
- 花乃まりあ
- 更紗那知
- 桜舞しおん
- 千幸あき
- 矢吹世奈
- 春妃うらら

- 雛リリカ
- 紅羽真希
- 綺城ひか理
- 碧宮るか
- 峰果とわ
- 飛龍つかさ
- 真彩希帆
- 茉玲さや那
- 七輝かおる
- 澄月菜音

- 妃月ゆめ
- 桜花りな
- 亜蓮冬馬
- 若草萌香
- 姫歌ひな乃
- 帆純まひろ
- 高峰潤
- 凛乃しづか
- 春矢祐璃

- 悠真倫（専科）
- 北翔海莉（専科）

#### 100期生B班
- 糸月雪羽
- 聖乃あすか
- 桃歌雪
- 希沙薫
- 二條華
- 星加梨杏
- 妃純凛
- 琥南まこと
- ゆめ真音
- 舞希翼

### 2016年・宙組（出演者一覧）
※宝塚公式ページのデータを参照。
- 寿つかさ
- 美風舞良
- 朝夏まなと
- 純矢ちとせ
- 花音舞
- 天玲美音
- 澄輝さやと
- 綾瀬あきな
- 真風涼帆
- 凛城きら

- 松風輝
- 愛月ひかる
- 星吹彩翔
- 瀬音リサ
- 愛白もあ
- 蒼羽りく
- 結乃かなり
- 風馬翔
- 美月悠
- 花咲あいり

- 桜音れい
- 星月梨旺
- 愛咲まりあ
- 春瀬央季
- 実咲凜音
- 桜木みなと
- 実羚淳
- 彩花まり
- 涼華まや
- 朝央れん

- 伶美うらら
- 七生眞希
- 和希そら
- 瀬戸花まり
- 秋音光
- 里咲しぐれ
- 秋奈るい
- 花菱りず
- 水香依千
- 朝日奈蒼

- 留依蒔世
- 小春乃さよ
- 遥羽らら
- 瑠風輝
- 穂稀せり
- 潤奈すばる
- 華雪りら
- 風輝駿
- 華妃まいあ
- 希峰かなた

- 若翔りつ
- 澄風なぎ
- 天瀬はつひ
- 優希しおん
- 星風まどか
- 愛海ひかる
- はる香心
- 琥南まこと
- 雪乃かさり
- 舞華みりあ

- 奏音雅
- 真名瀬みら
- 鷹翔千空
- 惟吹優羽
- 雪輝れんや
- 湖々さくら
- 水音志保
- 花城さあや
- 鷺世燿
- 花宮沙羅

- 湖風珀
- 風色日向
- 凰海るの
- 春乃さくら
- 陽雪アリス
- 夢風咲也花
- 輝ゆう

- 悠真倫（専科）

### 2018年・月組（出演者一覧）
※宝塚公式ページのデータを参照。
- 憧花ゆりの
- 光月るう
- 夏月都
- 美弥るりか
- 響れおな
- 玲実くれあ
- 紫門ゆりや
- 白雪さち花
- 千海華蘭
- 珠城りょう

- 香咲蘭
- 愛希れいか
- 輝月ゆうま
- 楓ゆき
- 晴音アキ
- 月城かなと
- 春海ゆう
- 夢奈瑠音
- 叶羽時
- 桜奈あい

- 颯希有翔
- 蓮つかさ
- 海乃美月
- 佳城葵
- 朝霧真
- 姫咲美礼
- 暁千星
- 麗泉里
- 周旺真広
- 音風せいや

- 清華蘭
- 蒼真せれん
- 美園さくら
- 輝生かなで
- 英かおと
- 朝陽つばさ
- 陽海ありさ
- 風間柚乃
- 蘭尚樹
- 桃歌雪

- 夏風季々
- 空城ゆう
- 妃純凛
- 天紫珠李
- 彩音星凪
- 結愛かれん
- 礼華はる
- 花時舞香
- 甲海夏帆
- 佳乃百合香

- 天愛るりあ
- 菜々野あり
- 蘭世惠翔
- 柊木絢斗
- 一星慧
- 大楠てら
- 摩耶裕
- 白河りり
- 彩路ゆりか
- 羽音みか

- 瑠皇りあ
- まのあ澪
- あまの輝耶
- 爽悠季
- 毬矢ソナタ
- 真弘蓮
- きよら羽龍
- 美海そら
- 咲彩いちご
- 一羽萌瑠

- 夏凪せいあ
- 月乃だい亜
- 椿ここ

## 主な配役

### 歴代公演・キャスト
| 公演年・組  |           | トート     | エリザベート                        | フランツ・ ヨーゼフ   | ルキーニ            | ルドルフ                                     |
| ----------- | --------- | ---------- | ----------------------------------- | --------------------- | ------------------- | -------------------------------------------- |
| 1996年 雪組 | 本公演    | 一路真輝   | 花總まり                            | 高嶺ふぶき            | 轟悠                | 香寿たつき（宝塚） 和央ようか（東京）        |
| 1996年 雪組 | 新人 公演 | 安蘭けい   | 貴咲美里                            | 汐美真帆              | 楓沙樹              | 貴城けい                                     |
| 1996年 星組 | 本公演    | 麻路さき   | 白城あやか                          | 稔幸                  | 紫吹淳              | 絵麻緒ゆう                                   |
| 1996年 星組 | 新人 公演 | 彩輝直     | 月影瞳                              | 高央りお              | 朝宮真由            | 眉月凰                                       |
| 1998年 宙組 | 本公演    | 姿月あさと | 花總まり                            | 和央ようか            | 湖月わたる          | 朝海ひかる（宝塚） 樹里咲穂（東京） 夢輝のあ |
| 1998年 宙組 | 新人 公演 | 夢輝のあ   | 南城ひかり（1幕） 久路あかり（2幕） | 朝比奈慶              | 久遠麻耶            | 華宮あいり                                   |
| 2002年 花組 | 本公演    | 春野寿美礼 | 大鳥れい 遠野あすか                 | 樹里咲穂              | 瀬奈じゅん          | 彩吹真央                                     |
| 2002年 花組 | 新人 公演 | 蘭寿とむ   | 遠野あすか                          | 未涼亜希              | 桐生園加            | 愛音羽麗                                     |
| 2005年 月組 | 本公演    | 彩輝直     | 瀬奈じゅん                          | 初風緑                | 霧矢大夢            | 大空祐飛                                     |
| 2005年 月組 | 新人 公演 | 青樹泉     | 夢咲ねね                            | 真野すがた            | 彩那音              | 龍真咲                                       |
| 2007年 雪組 | 本公演    | 水夏希     | 白羽ゆり                            | 彩吹真央              | 音月桂              | 凰稀かなめ                                   |
| 2007年 雪組 | 新人 公演 | 沙央くらま | 大月さゆ                            | 大凪真生              | 大湖せしる          | 蓮城まこと                                   |
| 2009年 月組 | 本公演    | 瀬奈じゅん | 凪七瑠海                            | 霧矢大夢              | 龍真咲              | 遼河はるひ 青樹泉 明日海りお                 |
| 2009年 月組 | 新人 公演 | 明日海りお | 羽桜しずく                          | 紫門ゆりや            | 宇月颯              | 煌月爽矢                                     |
| 2014年 花組 | 本公演    | 明日海りお | 蘭乃はな                            | 北翔海莉              | 望海風斗            | 芹香斗亜 柚香光                              |
| 2014年 花組 | 新人 公演 | 柚香光     | 花乃まりあ                          | 和海しょう            | 水美舞斗            | 優波慧                                       |
| 2016年 宙組 | 本公演    | 朝夏まなと | 実咲凜音                            | 真風涼帆              | 愛月ひかる          | 澄輝さやと 蒼羽りく 桜木みなと               |
| 2016年 宙組 | 新人 公演 | 瑠風輝     | 星風まどか                          | 留依蒔世              | 和希そら            | 鷹翔千空                                     |
| 2018年 月組 | 本公演    | 珠城りょう | 愛希れいか                          | 美弥るりか 月城かなと | 月城かなと 風間柚乃 | 暁千星 風間柚乃                              |
| 2018年 月組 | 新人 公演 | 暁千星     | 美園さくら                          | 輝生かなで            | 風間柚乃            | 彩音星凪                                     |

| 公演年・組  |           | ルドルフ （少年時代） | ゾフィー   | エルマー・ バチャニー             | マダム・ ヴォルフ | マデレーネ                          |
| ----------- | --------- | --------------------- | ---------- | --------------------------------- | ----------------- | ----------------------------------- |
| 1996年 雪組 | 本公演    | 安蘭けい              | 朱未知留   | 和央ようか（宝塚） 高倉京（東京） | 美穂圭子          | 星奈優里                            |
| 1996年 雪組 | 新人 公演 | 初嶺まよ              | 未来優希   | 眉月凰(宝塚) 彩吹真央(東京)       | 愛耀子            | 有沙美帆                            |
| 1996年 星組 | 本公演    | 月影瞳                | 出雲綾     | 湖月わたる                        | 鈴奈沙也          | 眉月凰                              |
| 1996年 星組 | 新人 公演 | 朝澄けい              | 羽純るい   | 音羽椋                            | 久路あかり        | 妃里梨江                            |
| 1998年 宙組 | 本公演    | 初嶺まよ              | 出雲綾     | 夢輝のあ                          | 鈴奈沙也          | 夏河ゆら（宝塚） 華宮あいり（東京） |
| 1998年 宙組 | 新人 公演 | 月船さらら            | 梶花空未   | 初嶺まよ                          | 毬穂えりな        | 海宝珠起                            |
| 2002年 花組 | 本公演    | 望月理世              | 夏美よう   | 蘭寿とむ                          | 幸美杏奈          | 舞城のどか                          |
| 2002年 花組 | 新人 公演 | 華城季帆              | 桜一花     | 華形ひかる                        | 七星きら          | 花野じゅりあ                        |
| 2005年 月組 | 本公演    | 彩那音                | 美々杏里   | 月船さらら                        | 嘉月絵理          | 城咲あい                            |
| 2005年 月組 | 新人 公演 | 明日海りお            | 城咲あい   | 星条海斗                          | 憧花ゆりの        | 紫水梗華                            |
| 2007年 雪組 | 本公演    | 冴輝ちはや            | 未来優希   | 彩那音                            | 晴華みどり        | 愛原実花                            |
| 2007年 雪組 | 新人 公演 | 詩風翠                | 晴華みどり | 祐輝千寿                          | 純矢ちとせ        | 愛輝ゆま                            |
| 2009年 月組 | 本公演    | 羽桜しずく            | 城咲あい   | 遼河はるひ 青樹泉                 | 沢希理寿          | 蘭乃はな                            |
| 2009年 月組 | 新人 公演 | 千海華蘭              | 玲実くれあ | 鳳月杏                            | 彩星りおん        | 麗百愛                              |
| 2014年 花組 | 本公演    | 矢吹世奈              | 桜一花     | 瀬戸かずや                        | 大河凜            | 水美舞斗                            |
| 2014年 花組 | 新人 公演 | 桜舞しおん            | 仙名彩世   | 矢吹世奈                          | 真彩希帆          | 更紗那知                            |
| 2016年 宙組 | 本公演    | 星風まどか            | 純矢ちとせ | 澄輝さやと 蒼羽りく 桜木みなと    | 伶美うらら        | 結乃かなり                          |
| 2016年 宙組 | 新人 公演 | 湖々さくら            | 瀬戸花まり | 真名瀬みら                        | 華妃まいあ        | 優希しおん                          |
| 2018年 月組 | 本公演    | 蘭世惠翔              | 憧花ゆりの | 蓮つかさ 暁千星                   | 白雪さち花        | 天紫珠李                            |
| 2018年 月組 | 新人 公演 | 菜々野あり            | 麗泉里     | 礼華はる                          | 蘭世惠翔          | 結愛かれん                          |

| 公演年・組  |           | マックス     | ルドヴィカ   | ヘレネ       | シュテファン・カロリィ          | ジュラ                            |
| ----------- | --------- | ------------ | ------------ | ------------ | ------------------------------- | --------------------------------- |
| 1996年 雪組 | 本公演    | 古代みず希   | 京三紗       | 翠花果       | 高倉京（宝塚） 汐美真帆（東京） | 汐美真帆（宝塚） 貴城けい（東京） |
| 1996年 雪組 | 新人 公演 | 夢輝のあ     | 翠花果       | 麻世さくら   | 彩吹真央（宝塚） 立樹遥（東京） | 立樹遥（宝塚） 赤坂実樹（東京）   |
| 1996年 星組 | 本公演    | 一樹千尋     | 英真なおき   | 万理沙ひとみ | 久城彬                          | 彩輝直                            |
| 1996年 星組 | 新人 公演 | 穂高ゆう     | 陵あきの     | 白鳥ゆりえ   | 夏風りお                        | 真飛聖                            |
| 1998年 宙組 | 本公演    | 星原美沙緒   | 高ひづる     | 久路あかり   | 朝比奈慶                        | 久遠麻耶                          |
| 1998年 宙組 | 新人 公演 | 夢月真生     | 彩苑ゆき     | 朝菜いるみ   | 速水リキ                        | 月丘七央                          |
| 2002年 花組 | 本公演    | 立ともみ     | 梨花ますみ   | 彩風蘭       | 愛音羽麗                        | 未涼亜希                          |
| 2002年 花組 | 新人 公演 | 紫万新       | 彩風蘭       | 舞城のどか   | 望月理世                        | 日向燦                            |
| 2005年 月組 | 本公演    | 星原美沙緒   | 夏河ゆら     | 花瀬みずか   | 北翔海莉                        | 真野すがた                        |
| 2005年 月組 | 新人 公演 | 綾月せり     | 美鳳あや     | 天野ほたる   | 白鳥かすが                      | 光月るう                          |
| 2007年 雪組 | 本公演    | 立ともみ     | 灯奈美       | 涼花リサ     | 沙央くらま                      | 蓮城まこと                        |
| 2007年 雪組 | 新人 公演 | 紫友みれい   | 鞠輝とわ     | 愛原実花     | 香綾しずる                      | 冴輝ちはや                        |
| 2009年 月組 | 本公演    | 越乃リュウ   | 美鳳あや     | 萌花ゆりあ   | 青樹泉 明日海りお               | 光月るう                          |
| 2009年 月組 | 新人 公演 | 五十鈴ひかり | 琴音和葉     | 蘭乃はな     | 星輝つばさ                      | 珠城りょう                        |
| 2014年 花組 | 本公演    | 悠真倫       | 花野じゅりあ | 華耀きらり   | 鳳真由                          | 芹香斗亜 柚香光                   |
| 2014年 花組 | 新人 公演 | 羽立光来     | 華雅りりか   | 春妃うらら   | 綺城ひか理                      | 亜蓮冬馬                          |
| 2016年 宙組 | 本公演    | 悠真倫       | 美風舞良     | 桜音れい     | 澄輝さやと 蒼羽りく 桜木みなと  | 春瀬央季                          |
| 2016年 宙組 | 新人 公演 | 穂稀せり     | 里咲しぐれ   | 遥羽らら     | 潤奈すばる                      | 琥南まこと                        |
| 2018年 月組 | 本公演    | 輝月ゆうま   | 夏月都       | 叶羽時       | 蓮つかさ 風間柚乃 彩音星凪      | 春海ゆう                          |
| 2018年 月組 | 新人 公演 | 周旺真広     | 清華蘭       | 天紫珠李     | 英かおと                        | 一星慧                            |

| 公演年・組  |           | ツェップス                        | リヒテンシュタイン | スターレイ夫人 | グリュンネ | シュヴァルツェンベルク |
| ----------- | --------- | --------------------------------- | ------------------ | -------------- | ---------- | ---------------------- |
| 1996年 雪組 | 本公演    | 風早優                            | 小乙女幸           | 灯奈美         | 飛鳥裕     | 矢吹翔                 |
| 1996年 雪組 | 新人 公演 | すがた香                          | 星奈優里           | 真樹めぐみ     | 寿つかさ   | 天希かおり             |
| 1996年 星組 | 本公演    | 大洋あゆ夢                        | 朋舞花             | 万里柚美       | 夏美よう   | 千秋慎                 |
| 1996年 星組 | 新人 公演 | 司祐輝                            | 秋園美緒           | 鈴奈沙也       | 大洋あゆ夢 | 彰かずき               |
| 1998年 宙組 | 本公演    | 葵美哉（宝塚） 大鷹つばさ（東京） | 美々杏里           | 萌水せりか     | 大峯麻友   | 真中ひかる             |
| 1998年 宙組 | 新人 公演 | 苑みかげ                          | 菊穂りな           | 奈々まりか     | 風輝マヤ   | 夢大輝                 |
| 2002年 花組 | 本公演    | 矢吹翔                            | 絵莉千晶           | 鈴懸三由岐     | 磯野千尋   | 大伴れいか             |
| 2002年 花組 | 新人 公演 | 未宙星沙                          | 水月舞             | 隼颯希         | 嶺輝あやと | 貴怜良                 |
| 2005年 月組 | 本公演    | 越乃リュウ                        | 紫城るい           | 瀧川末子       | 磯野千尋   | 楠恵華                 |
| 2005年 月組 | 新人 公演 | 彩央寿音                          | 音姫すなお         | 涼城まりな     | 朝桐紫乃   | 華央あみり             |
| 2007年 雪組 | 本公演    | 磯野千尋                          | 美穂圭子           | 麻樹ゆめみ     | 飛鳥裕     | 緒月遠麻               |
| 2007年 雪組 | 新人 公演 | 衣咲真音                          | 早花まこ           | 千はふり       | 彩夏涼     | 梓晴輝                 |
| 2009年 月組 | 本公演    | 一色瑠加                          | 憧花ゆりの         | 花瀬みずか     | 研ルイス   | 星条海斗               |
| 2009年 月組 | 新人 公演 | 響れおな                          | 夏鳳しおり         | 妃乃あんじ     | 美翔かずき | 有瀬そう               |
| 2014年 花組 | 本公演    | 天真みちる                        | 芽吹幸奈           | 梅咲衣舞       | 高翔みず希 | 羽立光来               |
| 2014年 花組 | 新人 公演 | 冴華りおな                        | 乙羽映見           | 夢花らん       | 舞月なぎさ | 飛龍つかさ             |
| 2016年 宙組 | 本公演    | 凜城きら                          | 彩花まり           | 愛白もあ       | 寿つかさ   | 美月悠                 |
| 2016年 宙組 | 新人 公演 | 希峰かなた                        | 小春乃さよ         | 花菱りず       | 秋音光     | 秋奈るい               |
| 2018年 月組 | 本公演    | 光月るう                          | 晴音アキ           | 香咲蘭         | 紫門ゆりや | 颯希有翔               |
| 2018年 月組 | 新人 公演 | 蘭尚樹                            | 桃歌雪             | 妃純凛         | 蒼真せれん | 大楠てら               |

| 公演年・組  |           | ラウシャー | ヒューブナー                          | ケンペン   | 死刑囚の母                            | 裁判官の声 |
| ----------- | --------- | ---------- | ------------------------------------- | ---------- | ------------------------------------- | ---------- |
| 1996年 雪組 | 本公演    | 亜実じゅん | 多彩しゅん                            | 葛城七穂   | 春乃若葉                              | 泉つかさ   |
| 1996年 雪組 | 新人 公演 | 風早優     | 欧波翼                                | 葉月れい   | 響まりあ                              | 悠なお輝   |
| 1996年 星組 | 本公演    | 真中ひかる | 雅景                                  | 神田智     | 松原碧                                | にしき愛   |
| 1996年 星組 | 新人 公演 | 万波紫帆   | 紫蘭ますみ                            | 達つかさ   | 朝峰ひかり                            | 風輝マヤ   |
| 1998年 宙組 | 本公演    | 越はるき   | 大鷹つばさ（宝塚） あさぎ裕南（東京） | 苑みかげ   | 毬穂えりな                            | 真中ひかる |
| 1998年 宙組 | 新人 公演 | 達つかさ   | 貴羽右京                              | 冴輝星也   | 華景みさき（宝塚） 芽映はるか（東京） | -          |
| 2002年 花組 | 本公演    | 真丘奈央   | 眉月凰                                | 悠真倫     | 翔つかさ                              | 悠真倫     |
| 2002年 花組 | 新人 公演 | 橘梨矢     | 夏空李光                              | 紫峰七海   | 涼葉らんの                            | 未涼亜希   |
| 2005年 月組 | 本公演    | 光樹すばる | 北嶋麻実                              | 有香潤     | 宝生ルミ                              | 嘉月絵理   |
| 2005年 月組 | 新人 公演 | 姿樹えり緒 | 榎登也                                | 鼓英夏     | 葉月さら                              | 星条海斗   |
| 2007年 雪組 | 本公演    | 奏乃はると | 柊巴                                  | 谷みずせ   | ゆり香紫保                            | 磯野千尋   |
| 2007年 雪組 | 新人 公演 | 葵吹雪     | 香音有希                              | 朝風れい   | 此花いの莉                            | 葵吹雪     |
| 2009年 月組 | 本公演    | 綾月せり   | 彩央寿音                              | 華央あみり | 妃鳳こころ                            | 彩央寿音   |
| 2009年 月組 | 新人 公演 | 輝城みつる | 瑞羽奏都                              | 海桐望     | 真愛涼花                              | 貴澄隼人   |
| 2014年 花組 | 本公演    | 紫峰七海   | 航琉ひびき                            | 夕霧らい   | 菜那くらら                            | 瀬戸かずや |
| 2014年 花組 | 新人 公演 | 峰果とわ   | 七輝かおる                            | 高峰潤     | 新菜かほ                              | 矢吹世奈   |
| 2016年 宙組 | 本公演    | 天玲美音   | 松風輝                                | 星月梨旺   | 花音舞                                | 風馬翔     |
| 2016年 宙組 | 新人 公演 | 水香依千   | 若翔りつ                              | 澄風なぎ   | 天瀬はつひ                            | 穂稀せり   |
| 2018年 月組 | 本公演    | 千海華蘭   | 響れおな                              | 佳城葵     | 玲実くれあ                            |            |
| 2018年 月組 | 新人 公演 | 朝陽つばさ | 音風せいや                            | 空城ゆう   | 妃純凛                                |            |

### 宝塚歌劇OG・ガラコンサートキャスト
| 公演年        | トート                                                                                   | エリザベート                                                                             | フランツ・ ヨーゼフ                                      | ルキーニ | ルドルフ                                                                            | ルドルフ （少年時代）                                 | ゾフィー                           | マダム・ヴォルフ    |
| ------------- | ---------------------------------------------------------------------------------------- | ---------------------------------------------------------------------------------------- | -------------------------------------------------------- | --- | ----------------------------------------------------------------------------------- | ----------------------------------------------------- | ---------------------------------- | ------------------- |
| 2006年        | 麻路さき 姿月あさと                                                                      | 白城あやか 大鳥れい 月影瞳（代役）                                                       | 稔幸                                                     | 樹里咲穂 | 絵麻緒ゆう 香寿たつき（東京のみ）                                                   | 月影瞳 朝澄けい                                       | 美々杏里                           | 久路あかり          |
| 2012年        | 一路真輝 姿月あさと 彩輝なお 春野寿美礼 紫苑ゆう（特別出演）                             | 花總まり 大鳥れい 白羽ゆり                                                               | 高嶺ふぶき 初風緑                                        | 轟悠 湖月わたる                                                                                             | 香寿たつき 朝海ひかる 涼紫央                                                        | 初嶺麿代 望月理世                                     | 初風諄 出雲綾 朱未知留（東京のみ） | 嘉月絵理 彩星りおん |
| 2016 - 2017年 | 一路真輝 麻路さき 姿月あさと 春野寿美礼 彩輝なお 瀬奈じゅん 水夏希                       | 花總まり 白城あやか(東京のみ) 大鳥れい 白羽ゆり 龍真咲（大阪のみ） 凪七瑠海（東京のみ）  | 高嶺ふぶき 稔幸 初風緑 樹里咲穂                          | 轟悠（大阪はビデオ出演） 湖月わたる 樹里咲穂 瀬奈じゅん（東京のみ） 霧矢大夢（大阪のみ） 龍真咲（東京のみ） | 香寿たつき えまおゆう 朝海ひかる 樹里咲穂 彩吹真央 涼紫央 凰稀かなめ（東京のみ）    | 安蘭けい 月影瞳 初嶺磨代 望月理世                     | 朱未知留 出雲綾 未来優希           |                     |
| 2021年        | 麻路さき 姿月あさと 彩輝なお 春野寿美礼 瀬奈じゅん 水夏希 朝夏まなと 望海風斗 明日海りお | 白城あやか 大鳥れい 白羽ゆり 夢咲ねね 明日海りお 蘭乃はな 愛希れいか 実咲凜音 花乃まりあ | 稔幸 和央ようか 霧矢大夢 北翔海莉 初風緑 彩吹真央 鳳真由 | 湖月わたる 瀬奈じゅん 霧矢大夢 望海風斗 宇月颯                                                              | えまおゆう 朝海ひかる 大空ゆうひ 凰稀かなめ 彩吹真央 七海ひろき 澄輝さやと 蒼羽りく | 月影瞳 安蘭けい 初嶺麿代 望月理世 桜舞しおん 矢吹世奈 | 出雲綾 純矢ちとせ                  | 嘉月絵理 大月さゆ   |

## 主な楽曲
- 第一の尋問
- 我ら息絶えし者ども
- 私を燃やす愛
- 第二の尋問
- パパみたいに
- エリザベート
- 愛と死の輪舞
- 嵐も怖くない
- 不幸の始まり
- 最後のダンス
- 皇后の務め
- 私だけに
- 闇が広がる
- 私だけに(リプライズ)
- ミルク
- キッチュ
- ママ、どこにいるの？
- 皇后の勝利
- マダム・ヴォルフのコレクション
- 魂の自由
- 僕はママの鏡だから
- 夜のボート
- 最後の証言
- 愛のテーマ
- 私が踊る時

## セットリスト
第一幕
- 我ら息絶えし者ども
- パパみたいに
- ようこそみなさま
- 愛と死の輪舞 （宝塚初演が初出）
- 皇帝の義務
- 計画通り
- 嵐も怖くない / あなたが側にいれば
- 不幸の始まり
- 結婚の失敗
- 最後のダンス
- 皇后の務め
- 私だけに
- 結婚1年目
- 闇が広がる
- 退屈しのぎ
- エリザベート泣かないで
- ミルク
- 皇后の務め〈リプライズ〉
- 私だけに〈リプライズ〉

第二幕
- キッチュ
- エーヤン
- 私が踊る時 （花組初演より追加）
- ママ、何処なの?
- 皇后の勝利
- マダム・ヴォルフのコレクション
- 微熱 - 最後のチャンス
- 一時も休まない - 年月は過ぎる
- 精神病院 - 魂の自由
- 闇が広がる〈リプライズ〉
- 独立運動
- 僕はママの鏡だから
- マイヤーリンク
- 死の嘆き
- 愛と死の輪舞〈リプライズ〉
- キッチュ〈リプライズ〉
- 夜のボート
- 最終弁論
- 愛のテーマ